# Ергади (Катанцаро)
Ергади је насеље у Италији у округу Катанцаро, региону Калабрија.
Према процени из 2011. у насељу је живело 107 становника. Насеље се налази на надморској висини од 296 м.